# Renata Bogdańska
Renata Bogdańska, nom de scène d'Irena Renata Anders née Iryna Renata Jarosiewicz le 12 mai 1920 à Bruntál (Tchécoslovaquie) et morte le 29 novembre 2010 à Londres (Royaume-Uni), est une actrice et chanteuse polonaise.
Pendant la Seconde Guerre mondiale, elle se produit avec la troupe de Henryk Wars, puis avec l'orchestre Polska Parada, pour divertir les forces armées polonaises de l'Ouest (commandées par le général Władysław Anders, son futur mari). Elle est l'une des premières chanteuses à interpréter l'hymne Les Coquelicots rouges du mont Cassin.

## Biographie

### Jeunesse
Iryna Jarosiewicz est née à Bruntál (en allemand : Freudenthal) en Tchécoslovaquie (aujourd'hui en Tchéquie), où son père, le père Mykola Jarosiewicz, prêtre, a servi pendant plusieurs années comme aumônier des soldats grecs catholiques dans l'armée autrichienne en Autriche-Hongrie. Sa mère, Olena Jarosiewicz (née Nyjankivska), était membre d'une famille de prêtres musiciens, sœur du chef d'orchestre, compositeur et militant social et politique ukrainien Ostap Nyjankivsky (uk).
À la veille de l'effondrement de l'Autriche-Hongrie et de la proclamation de la République populaire d'Ukraine occidentale, la famille Jarosiewicz retourne dans sa Galicie orientale natale, où le père Mykola est chapelain des tirailleurs ukrainiens de la Sitch à Kolomya, puis pasteur dans les villages de Sapohiv et Bryn, près de Halytch. En 1926, il obtient un poste dans l'église d'un hôpital de Lviv. C'est là qu'Iryna (Irena, Rena) étudie à l'école et au lycée des sœurs basiliennes et a fréquenté l'école de commerce ukrainienne. Parallèlement à cet enseignement, elle étudie pendant 10 ans, de 1929 à 1939, à l'Institut supérieur de musique Mykola Lyssenko, d'abord dans la classe de piano de son cousin Nestor Nyjankivsky (fils d'Ostap), compositeur et pianiste à succès ayant reçu une éducation viennoise et pragoise ; puis dans les classes de chant de Maria Sokil, éminente chanteuse d'opéra ukrainienne et ancienne prima donna de l'opéra de Kharkiv, et de Lіdіa Ouloukhanovoї, également représentante de l'école vocale d'Ukraine orientale.

### Première partie de carrière

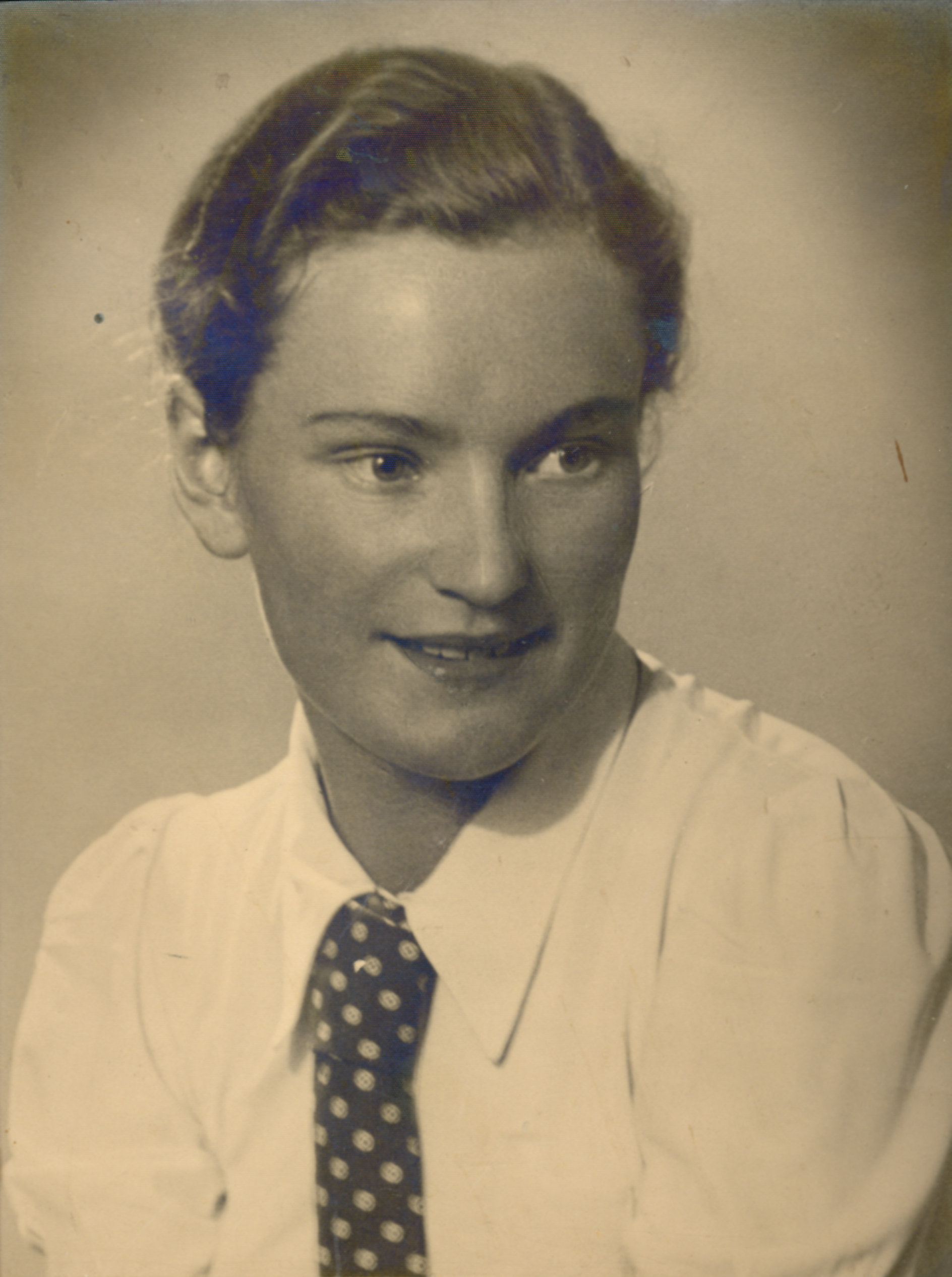
Renata Bogdańska dans sa jeunesse.

Pendant ses études, Iryna Jarosiewicz chante des chansons folkloriques, des romances et des airs d'opéra. Elle a également participé à des représentations d'extraits des opéras Faust de Gounod (Marguerite), Eugène Onéguine de Tchaïkovski (Tatiana) et des opéras pour enfants de T. Cui et K. Stetsenko (rôles principaux). Elle a également participé à plusieurs concerts académiques ouverts, dont un concert dédié à la mémoire du compositeur Yaroslav Lopatinsky, et s'est produite lors d'un concert avec la vedette du théâtre ukrainien, l'actrice Lesya Kryvytska, au centre de villégiature de Čerce. À cette époque, Iryna Jarosiewicz s'est essayée pour la première fois au genre pop en tant que soliste de l'orchestre de jazz de Leonid Yablonsky (« Yabtsia »). Les membres de l'orchestre comprenaient, entre autres, Anatolii Kos (plus tard le compositeur Anatoli Kos-Anatolsky) et Bogdan Vesolovskyi. Iryna chante leurs chansons et partage avec Bohdan Vesolovskyi le sentiment de son premier amour de jeunesse, en souvenir duquel elle prendra plus tard le pseudonyme de Renata Bogdańska.
En 1940, la chanteuse devient la soliste de l'orchestre Jabcio-jazz (pl), formé à la Philharmonie régionale, principalement parmi les musiciens juifs qui ont fui les nazis et sont arrivés à Lviv en provenance de Pologne. L'ensemble est dirigé par le célèbre compositeur polonais Henryk Wars. En août 1940, Jabcio-jazz entame sa première tournée et, en mars 1941, sa deuxième tournée dans les villes d'Ukraine et d'URSS. Pendant les représentations à Kiev, Iryna Jarosiewicz épouse Gwidon Borucki (pl), un chanteur populaire dans la Pologne d'avant-guerre, et à Moscou, elle enregistre la chanson Perchi znak (Перший знак) de Henryk Wars en russe sur un disque de Jabcio-jazz.

### Seconde Guerre mondiale
Le déclenchement de la guerre germano-soviétique et l'occupation allemande de Lviv empêchent Jabcio-jazz de rentrer chez lui. Pendant les premiers mois de la guerre, les musiciens parcourent les villes de l'Union soviétique, se produisant dans des kolkhozes pour obtenir de la nourriture ; Renata Bogdanska se souvient qu'elle a dû vivre dans un wagon à bestiaux. À l'automne 1941, elle devient membre de l'unité artistique de la formation militaire de Władysław Anders, organisée en Union soviétique parmi les exilés polonais (le nom ultérieur de la formation était le 2e corps polonais en tant que partie des troupes britanniques). Avec cette formation, Renata Bogdanska a parcouru un long chemin à travers le Proche-Orient jusqu'en Italie, où, après la bataille victorieuse de Monte Cassino, elle a participé à l'interprétation de la chanson légendaire Les Coquelicots rouges du mont Cassin. Elle y joue également dans deux longs métrages : le film italo-polonais La grande strada et le film italien La bête se réveille (elle y joue aux côtés de Vittorio De Sica et d'Anna Magnani).

### Deuxième partie de carrière

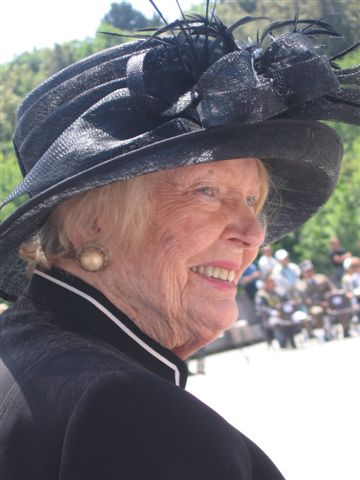
Renata Bogdańska en 2007.

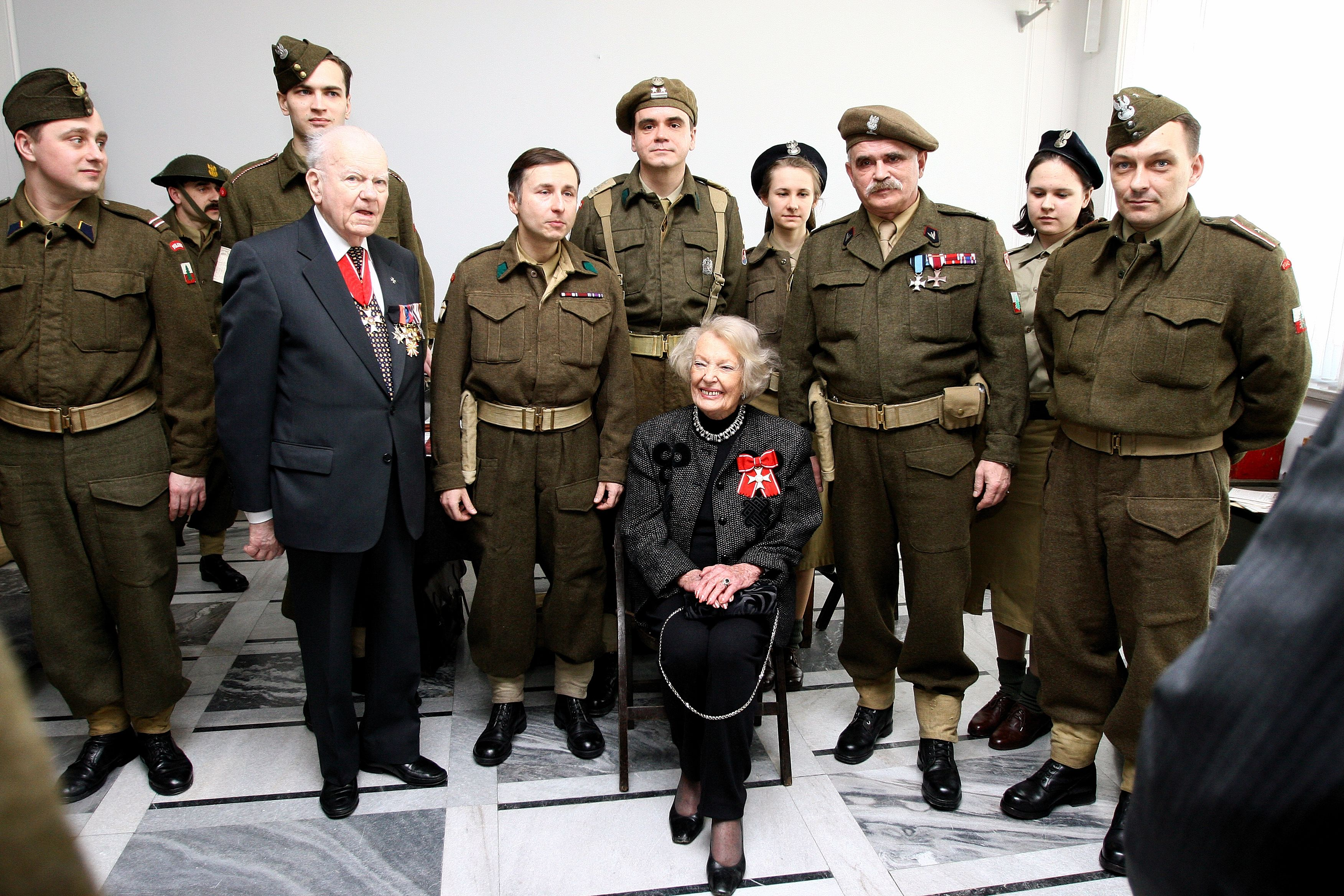
Renata Bogdańska au Sénat polonais en 2008.

Après la guerre, Renata Bogdanska se marie en secondes noces avec le général Anders (1892-1970). Elle s'installe avec lui en Angleterre, où elle donne naissance le 22 novembre 1950 à une fille, Anna Maria Anders (pl) (qui deviendra femme politique et ambassadrice de Pologne en Italie entre 2019 et 2024).
Depuis lors, l'activité artistique de Renata fait partie du travail culturel de l'émigration polonaise, dont la puissance musicale était représentée par les noms de Heinrich Vars, Feliks Konarski (pl) (Ref-Ren), Marian Hemar et d'autres. Renata interprète leurs anciennes et nouvelles chansons lors de concerts pour Polonia, Radio Liberty et la BBC. Une grande partie de ce répertoire a été enregistrée sur des disques de gramophone. Renata Bohdanska a consacré les dernières années de sa vie à renforcer la mémoire de son défunt mari. Elle a reçu de multiples prix du gouvernement polonais.
Elle est décédée le 29 novembre 2010 à Londres. Elle a été réinhumée le 21 mai 2011 au cimetière militaire polonais du Mont-Cassin, près de la tombe de son mari.

## Discographie

### Disque gramophone (78 tours)
- Ludzie mówią / Słońce nad Paryżem (Polonia, Cat. 180 Op. 233A/234A)
- Uśmiech Wilna / Wróć (Polonia, Cat. 181 Op. 235/236 Fs. 723/724)
- Czarny kot / Nad jeziorem (Polonia, Cat. 207 Op. 287/290)
- Dlaczegoś spójrzałeś na mnie / Siano (Polonia, Cat. 208 Op. 288/289)
- Dziękuję ci / Serce i wino (Polonia, Cat. 209 Op. 291/293)
- Umówiłem się z nią na dziewiątą / Que sera, sera (Whatever Will Be, Will Be) (Polonia, Cat. 210 Op. 292/294)
- Pod dachami Paryża / Bezsenna noc (Polonia, Cat. 211 Op. 295/297)
- Violetera / Walc księżycowy (Polonia, Cat. 212 Op. 296/298)

### Disque 33 tours
- Renata Bogdańska śpiewa kujawiaki Ref-Rena i inne piosenki (Renata Bogdanska chante des kujawiaks de Feliks Konarski (pl) et d'autres chansons) : Melodia Records Co. (Chicago) LPM-1010 (mono) or SLPM-1010 (stereo)
- Do słuchu i tańca (Pour l'écoute et la danse) : Melodia Records Co. (Chicago) LPM-1012 (mono) or SLPM-1012 (stereo)
- Renata Bogdańska śpiewa piosenki romantyczne (Renata Bogdanska chante des chansons romantiques) : Melodia Records Co. (Chicago) SLPM-1022
- Renata Bogdańska śpiewa piosenki sentymentalne (Renata Bogdanska chante des chansons sentimentales) : Melodia Records Co. (Chicago) SLPM-1024
- Moja córka i inne przeboje (Ma fille et autres succès) : Melodia Records Co. (Chicago) LPM-1028

### CD
- (2010) Nagrania Orbis Polonia Londyn: Renata Bogdańska (Recordings of Orbis Polonia, London: Renata Bogdanska), Teddy Records TR CD 1014

## Filmographie
- 1946 : La grande strada (Wielka droga) de Michał Waszyński et Vittorio Cottafavi
- 1946 : La bête se réveille (Lo sconosciuto di San Marino) de Michał Waszyński
- 1994 : Renata Bogdańska-Anders d'Andrzej Konecki, film biographique
- 2003 : Seans de Maria Dłużewska (pl), documentaire sur la réalisation du film La grande strada